# Miliau

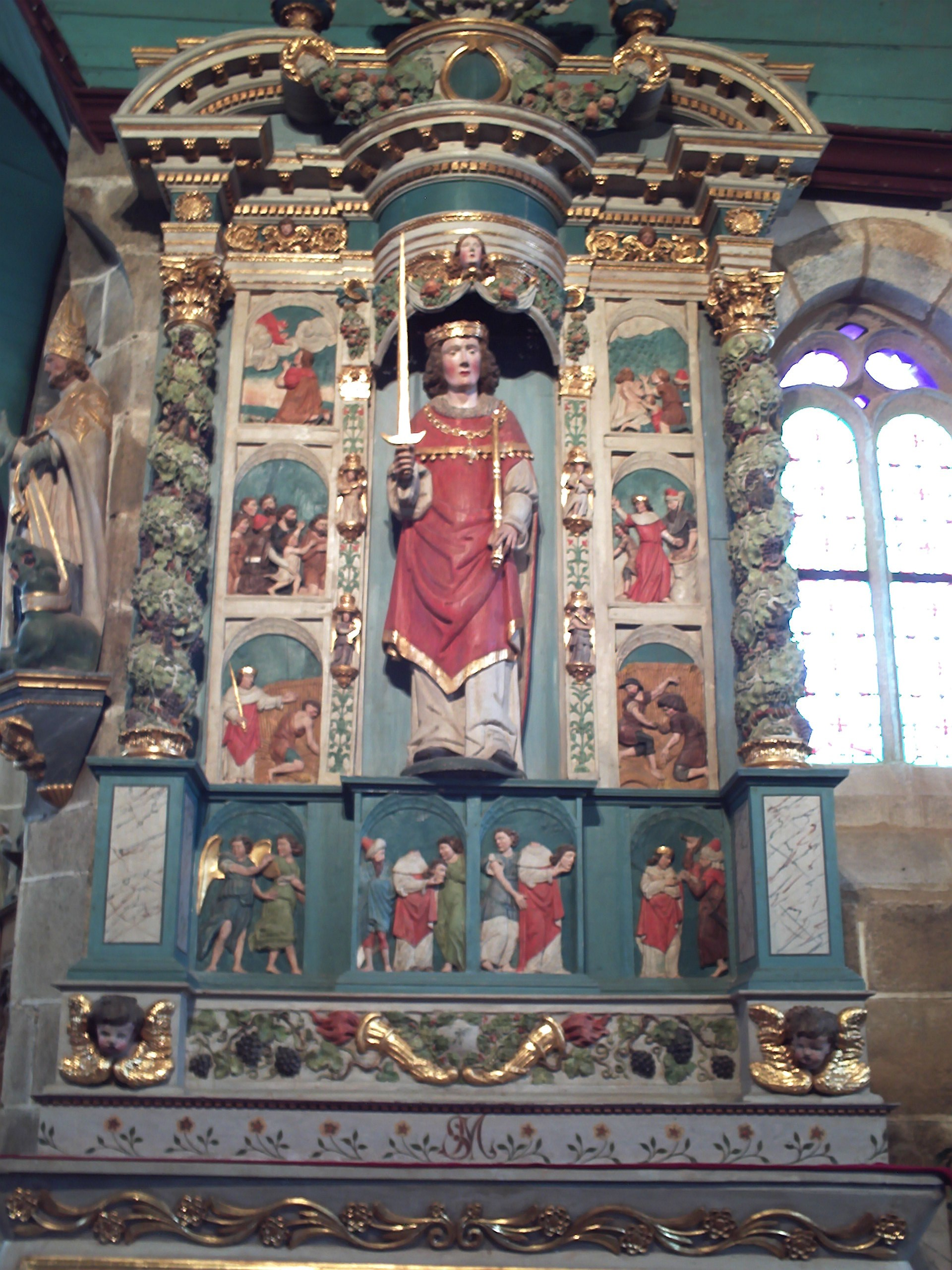
Altarretabel aus der Kirche von Guimiliau (17. Jh.); im unteren Bereich wird er als „Kopfträger“ gezeigt.

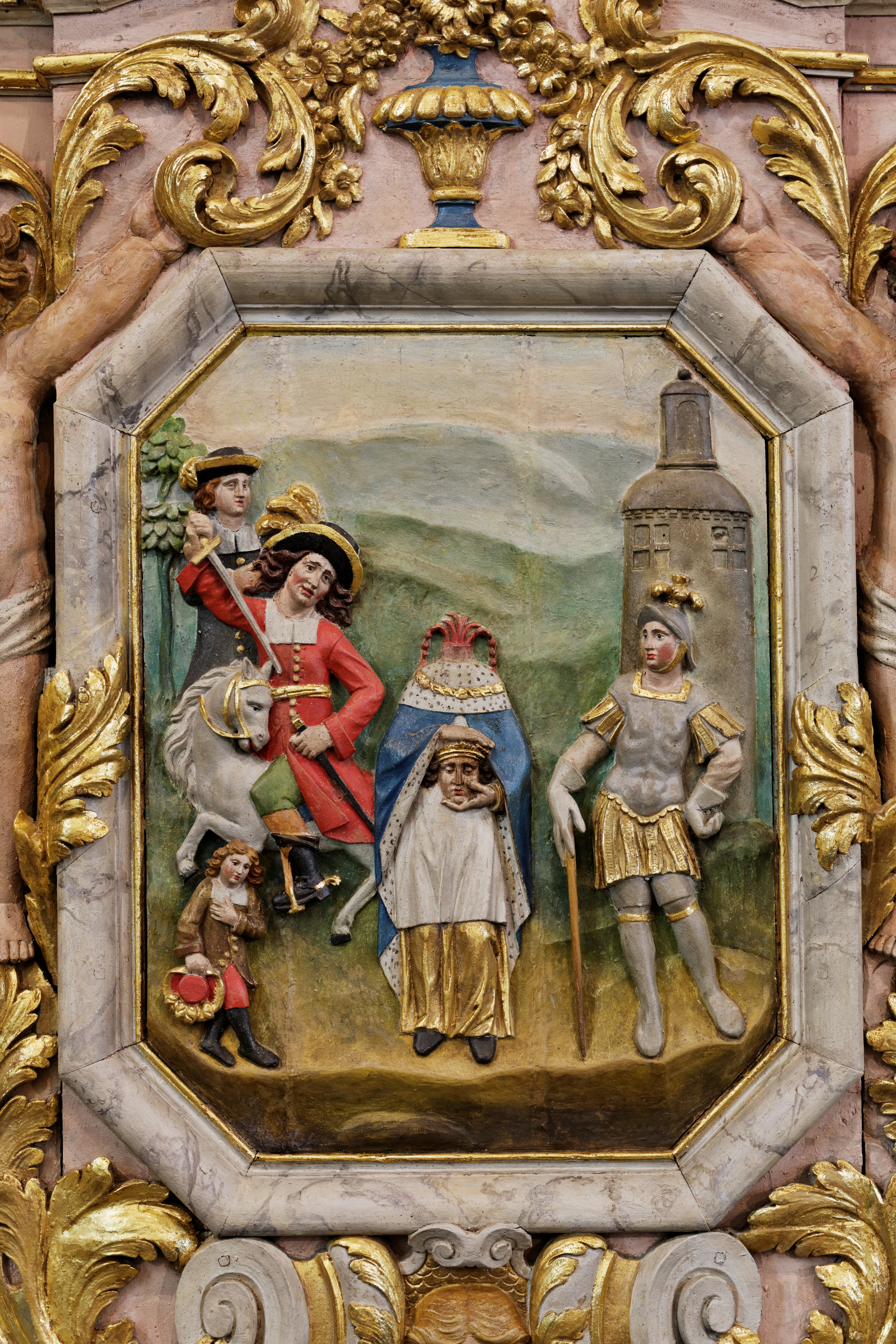
Kirche von Lampaul-Guimiliau: Hl. Miliau als „Kopfträger“

Miliau (auch Meliau, Méliau, Milio, Meliaw, Miliaw) ist einer der zahllosen volkstümlichen bretonischen Heiligen, die in keinem offiziellen Verzeichnis der Katholischen Kirche enthalten sind. Er gehört zur Gruppe der „Kopfträger“ (Cephalophoren). Mehrere bretonische Ortsnamen sind mit seinem Namen verbunden – darunter Guimiliau, Ploumilliau und Pluméliau.

## Legende
Angeblich war Miliau der Sohn von Budik, einem aus Cornwall stammenden König von Aremorica; seine Brüder waren Theoderik und Rivod(ius). Er war verheiratet mit Haurille; die beiden hatten einen Sohn mit Namen Melar (oder Meloir), der in einigen Gegenden der Bretagne ebenfalls als Heiliger verehrt wird. Miliau trat die Nachfolge seines Vaters an, doch wurde er einige Jahre später im Auftrag seines Bruders Rivod enthauptet; er ging noch eine Strecke mit seinem abgetrennten Kopf. Rivod ließ dann auch seinen Sohn Melar töten.

## Historischer Hintergrund
Den historischen Hintergrund für die Legenden bilden die faktischen und kulturellen Beziehungen zwischen Cornwall und der Bretagne im 5./6. Jahrhundert einerseits sowie die anschließenden Rivalitäten und Kämpfe der entstehenden Kleinkönigreiche andererseits.

## Darstellungen
Mittelalterliche Darstellungen des Heiligen sind unbekannt. Neuzeitliche Bildnisse finden sich nur in der Bretagne – hauptsächlich in den Kirchen von Guimiliau und Lampaul-Guimiliau; in diesen trägt er eine Krone und ein königliches Gewand.